# Джентиль, Марко
Марко Джентиль (ум. 1989) — швейцарский мотогонщик, в 1987—1988 годах показал лучший результат среди частных гонщиков в классе 500сс. В те годы он был ведущим пилотом наиболее успешной незаводской команды в серии.

## Биография
С 1984 года и до конца своей карьеры Джентиль выступает в серии 500cc (современный MotoGP).
В 1984 году выходит на старт 6 гонок в составе команды Yamaha.
В 1985 году меняет команду и 3 гонки проводит в составе Honda.
C 1986 года выступает как частный гонщик, используя мотоцикл Fior своего хорошего друга Клода Фьора.
На этом байке Джентиль выступает наравне с заводскими командами Yamaha, Honda и Suzuki.
Как результат часто финиширует в очковой зоне и по результатам сезона оттесняет вниз часть заводских пилотов.
Это лучший пилот своей команды, другие пилоты Fior постоянно финишируют вне очковой зоны.
В 1986 году он проводит 10 гонок но не зарабатывает очков, в 1987 выступает на мотоцикле Flor-Honda, выходит на старт 15 гонок, зарабатывает одно очко за сезон и оказывается на 24 месте.
В 1988—1989 годах мотоцикл снова называется Fior, в сезоне 1988 года Джентиль зарабатывает 8 очков в 15 гонках.
В сезоне 1989 года он успевает провести лишь 12 гонок и погибает, последним его выступлением стало гран-при Швеции, состоявшееся 13 августа.
Статистика этого сезона такова: 17 позиция с 33 очками.
После смерти Джентиля Клод Фьор уходит из этой серии и в дальнейшем строит мотоциклы только для 250cc.